# The Toxic Avenger (film)
The Toxic Avenger (lett. "Il Vendicatore Tossico") è un film del 1984, diretto da Lloyd Kaufman e Michael Herz, prodotto dalla Troma. È il primo horror prodotto dalla Troma, fino ad allora conosciuta per una serie di commedie demenziali e sexy. Costato 500.000 dollari, inizialmente il film fu ignorato dal pubblico statunitense, ma successivamente riscosse un notevole successo, grazie al passaparola e ad una serie di proiezioni a mezzanotte al Bleecker Street Cinemas di New York, ed è divenuto un cult movie e il film simbolo della Troma.
L'immagine di Toxic che alza al cielo il suo spazzolone è divenuto il simbolo della Troma, ed è presente sul suo logo. Nel 2006 Kaufman e Trent Haaga scrissero un romanzo sul film, intitolato The Toxic Avenger: The Novel. La versione italiana del film fu distribuita in versione senza tagli in VHS tramite la Bulldog Video, le edizioni successive invece sono censurate.

## Trama
(Il capo della polizia)
Nell'immaginaria città di Tromaville vive il giovane Melvin Ferd, un ragazzo imbranato che lavora nella palestra chiamata Tromaville Health Club. Melvin viene giornalmente deriso e maltrattato dai giovani che frequentano la palestra (ad esempio viene costretto a indossare un tutù e a baciare una pecora). Durante uno di questi pesanti scherzi, Melvin viene inseguito da alcuni giovani che ridono di lui e precipita da una finestra, cadendo in un contenitore di rifiuti tossici. Melvin prende improvvisamente fuoco e corre urlando.
Un gruppo di spacciatori, capeggiati da Cigar Face, sta tentando di corrompere il poliziotto O'Clancy. Quando questi rifiuta il denaro, sbuca una creatura mostruosa, Toxic Avenger (Melvin dopo la trasformazione), che salva il poliziotto ingaggiando una violenta lotta con gli spacciatori. Toxic torna a casa dalla madre, che però è terrorizzata e non lo fa entrare, perciò si costruisce un'abitazione di fortuna situata nella discarica di rifiuti tossici.
Intanto tre uomini fanno irruzione in un ristorante messicano. Gli uomini uccidono uno dei padroni e tentano di violentare Sarah, una ragazza cieca. Proprio in quell'istante arriva Toxic Avenger, che salva Sarah eliminando tutta la banda. Sarah è in lacrime per la morte del suo cane, ucciso dalla banda. Toxic la consola e la porta con sé. I due fanno amicizia e si innamorano. Toxic diventa in breve un supereroe, amato dai cittadini onesti di Tromaville, che combatte il crimine armato di uno spazzolone.
Toxic non ha motivazioni morali. La questione della bontà del nuovo supereroe viene liquidata da uno scienziato che, intervistato dalla TV locale, dice: "Il mostro deve aver sviluppato un istinto basilare che lo spinge – e, anzi, gli ordina – di distruggere il male".
Il capo del crimine di Tromaville si rivela essere il sindaco Belgoody, che inizia a dare la caccia a Toxic. Approfittando dell'uccisione di una donna anziana innocente da parte di Toxic (ma in realtà la donna è una pericolosa criminale a capo di una banda di spacciatori), il sindaco chiede l'intervento della Guardia nazionale. Toxic, preoccupato della sua incontrollabile violenza, si rifugia con Sarah in un bosco, ma i due vengono presto scovati. Il sindaco ordina alla guardia nazionale di ucciderlo, ma i cittadini di Tromaville intervengono in sua difesa. Toxic uccide il sindaco e riporta la calma a Tromaville.
Il film si chiude con una voce fuori campo che rassicura gli abitanti di Tromaville, perché adesso a vegliare sulla città c'è il Vendicatore Tossico.

## Stile
The Toxic Avenger codificò definitivamente lo stile della Troma, fatto di una contaminazione di vari generi quali la commedia demenziale, la fantascienza e lo splatter, e immagini politicamente scorrette. In questo film vengono uccisi un bambino (investito da una macchina mentre pedala una bicicletta), una donna anziana (rinchiusa in una lavatrice) e un cane, che viene colpito da una pallottola.

## Produzione
L'idea del film venne a Lloyd Kaufman nel 1975, dopo aver letto un articolo su Variety che sosteneva che il genere horror fosse finito. Tuttavia solo nel 1985 Kaufman poté iniziare le riprese, con il titolo di lavorazione Health Club Horror.
Il film è costato circa 475.000 dollari.

### Riprese
Le riprese del film furono effettuate in New Jersey e a New York.
L'attore Patrick Kilpatrick, che interpreta Leroy, uno dei rapinatori del ristorante messicano, abbandonò il set del film dopo aver interpretato una scena in cui puntava una pistola contro un bambino.
L'attore che interpreta uno dei rapinatori a cui Toxic Avenger strappa un braccio era realmente privo dell'arto.
Mitch Cohen doveva subire ogni giorno quattro ore di trucco, per impersonare Toxic Avenger. Quando indossava il costume poteva nutrirsi soltanto con l'ausilio di una cannuccia. Per realizzare il volto di Toxic Avenger, Kaufman si ispirò a un quadro di Pablo Picasso.
La testa schiacciata del bambino investito dalla macchina mentre si trova su una bicicletta fu realizzata con un melone ripieno di sciroppo di mais e colorante rosso. Al melone fu applicata una parrucca, quindi fu piazzato su un manichino. Kaufman pensò a questa sequenza ricordandosi un evento realmente accadutogli: una volta investì con la macchina sua sorella, ferendola. Le interiora del cane erano in realtà degli spaghetti, colorati con della vernice grigia.
Durante le riprese nel quartiere di Shinbone Alley un senza tetto rubò una pistola e minacciò parte della troupe.

## Sequel
Il film ha generato tre sequel: The Toxic Avenger Part II (1989), The Toxic Avenger Part III (1989) e Citizen Toxie: The Toxic Avenger IV (2000). Nel 1991 la Marvel ha prodotto una serie di fumetti ispirati a The Toxic Avenger. È anche uscita una serie di cartoni animati che hanno come soggetto Toxic Avenger, intitolata Toxic Crusaders. Inoltre il film è stato trasposto due volte in musical: nel 2004 (Toxic Avenger: The Musical) e nel 2005 (Toxic Avenger: The Musikill). Il 5 settembre 2010 venne annunciato un quinto sequel, intitolato Toxic Twins: The Toxic Avenger V, la cui uscita è prevista per il 2013. Al 2024, Troma non ha ancora avviato la produzione ufficiale del sequel e non si sa se il progetto verrà realizzato con l'uscita del prossimo reboot di Toxic Avenger.

## Reboot
Nell'aprile 2010 fu annunciato che la Endemol avrebbe realizzato in collaborazione con i produttori Richard Saperstein e Akiva Goldsman un rifacimento de Il vendicatore tossico per il futuro. Il nuovo film, sarebbe stato trasformato da una commedia dalle tonalità orrorifiche a una commedia per famiglie VM 13, cambiando inoltre alcuni aspetti del personaggio rendendolo «adatto a questi tempi di consapevolezza ambientale». L'uscita del remake era prevista per il 2013 e avrebbe dovuto essere diretto da Steve Pink.
Nell'agosto del 2023 viene diffusa online la prima immagine tratta dalla nuova versione del film, in cui il protagonista è interpretato da Peter Dinklage. Diretto da Macon Blair, la prima proiezione del film è prevista per il settembre del 2023, mentre non è stata ancora annunciata una data di distribuzione ufficiale.

## Versione director's cut
Negli Stati Uniti uscì una versione director's cut del film, della durata di 110 minuti. Questa versione contiene più immagini splatter, come alcuni dettagli dell'uccisione del bambino e della donna anziana. Inoltre solo nella versione director's cut appare Marisa Tomei, in seguito Premio Oscar.

## Slogan promozionali
- «The first Super-Hero... from New Jersey!»
«Il primo supereroe... dal New Jersey!»